# Aeroportul Național Mykonos
Aeroportul Național Mykonos (IATA: JMK, ICAO: LGMK) este un aeroport din Egeea de Sud, Administrația descentralizată a Mării Egee⁠⁠(d), Grecia ce deservește zona Mykonos. Aeroportul a fost tranzitat în 2022 de 1.680.868 de pasageri. A fost deschis în iunie 1971 și numit după zona deservită.
Situat la o altitudine de 123 m, aeroportul dispune de 1 pistă. Este operat de Fraport Greece⁠(d).

## Infrastructură

### Piste
Aeroportul dispune de o singură pistă. Pista are orientarea 16/34.